# Frank Thomsen
Frank Ivan Thomsen, född i Århus i Danmark 1933, död i Åfors 1995, var en dansk-svensk grafiker och skulptör.
Frank Thomsen utbildade sig på grafiklinjen vid Det Kongelige Danske Kunstakademi i Köpenhamn 1957-1963. Han flyttade till Sverige 1970 och bosatte sig i Åfors. Han arbetade med bland annat grafik och skulptur.
Frank Thomsen var också lokalpolitiker i Emmaboda, bland annat som ersättare i fritids- och kulturnämnden 1992-1994.

## Offentliga verk i urval
- Den spensligas bestämdhet är inte mindre än ekens, granit, 1989, framför Jämshögs kyrka i Jämshög
- Samhörighet, 1989, på Järntorget i Gislaved
- Stele, 1993, Norra vägen 47 i Kalmar
- Granitsol, granit, Algutsboda kyrkogård